# Le due orfanelle (film 1942)
Le due orfanelle è un film del 1942 diretto da Carmine Gallone.
Il soggetto è tratto dall'omonimo dramma teatrale di Eugène Cormon ed Adolphe d'Ennery.

## Trama
Dramma a fosche tinte, le protagoniste sono due giovani fanciulle che arrivano a Parigi nel pieno della rivoluzione per cercare una miglior vita.
Luisa è cieca e cerca la guarigione dalla sua infermità; l'altra, Enrichetta, viene rapita da un marchese senza scrupoli.
Luisa, rimasta sola, è preda di una mendicante, che la costringe ad elemosinare per le strade della città.
Enrichetta è costretta a frequentare ambienti nobiliari, dove conosce l'onesto Ruggero, che l'aiuta invano a ritrovare Luisa.
Lo zio di Ruggero, che non accetta l'amore del nipote per la fanciulla, fa rinchiudere la ragazza in una segreta cella.
Nel frattempo Luisa soffre grandi pene, obbligata a mendicare sotto la neve e ad abitare in un indescrivibile tugurio, aiutata solo da Pietro, che la difende dalle aggressioni del vizioso fratello Giacomo. Solo dopo altre drammatiche vicissitudini, le due fanciulle si ritroveranno, Luisa riacquisterà la vista e ritroverà la madre, Enrichetta sposerà Ruggero.

## Produzione
Il film venne realizzato negli stabilimenti romani di Cinecittà nei primi mesi del 1942.

## Distribuzione
Il film venne distribuito nel circuito cinematografico italiano il 16 agosto del 1942.
Venne in seguito distribuito anche in Francia, il 13 luglio del 1943.

## Opere correlate
Il dramma teatrale era già stato trasposto al cinema diverse volte: in Francia con il cortometraggio muto Les Deux Orphelines del 1907 e poi con un lungometraggio sonoro realizzato da Maurice Tourneur nel 1933; negli Stati Uniti con l'omonima pellicola muta del 1921 diretta da David W. Griffith ed in Italia con l'omonimo film del 1919 diretto da Edoardo Bencivenga, e di nuovo nel 1923 con la pellicola Povere bimbe di Giovanni Pastrone.
Questa di Gallone fu la prima trasposizione cinematografica realizzata in Italia nell'epoca del sonoro, dove in seguito ne verranno prodotte altre tre versioni: la prima nel 1954 diretta da Giacomo Gentilomo, la seconda nel 1965 con la regia di Riccardo Freda ed infine l'ultima nel 1976 realizzata da Leopoldo Savona